# Mukim di Berakas B
Berakas B è un mukim del Brunei situato nel Distretto di Brunei-Muara con 41.117 abitanti al censimento del 2011.

## Geografia antropica

### Suddivisioni amministrative
Il mukim è suddiviso in 15 villaggi (kapong in malese):
Taman Salambigar, Salambigar, Sungai Oron, Taman Suraya, Sungai Hanching, Negara Kawasan 1 (Lambak Kanan), Negara Kawasan 2 (Lambak Kanan), Negara Kawasan 3 (Lambak Kanan), Negara Kawasan 4 (Lambak Kanan), Negara Kawasan 5 (Lambak Kanan), Sungai Tilong, Manggis Dua, Madang, Manggis Satu (Jalan Manggis Satu), Sungai Akar.